# Volcán Llullaillaco

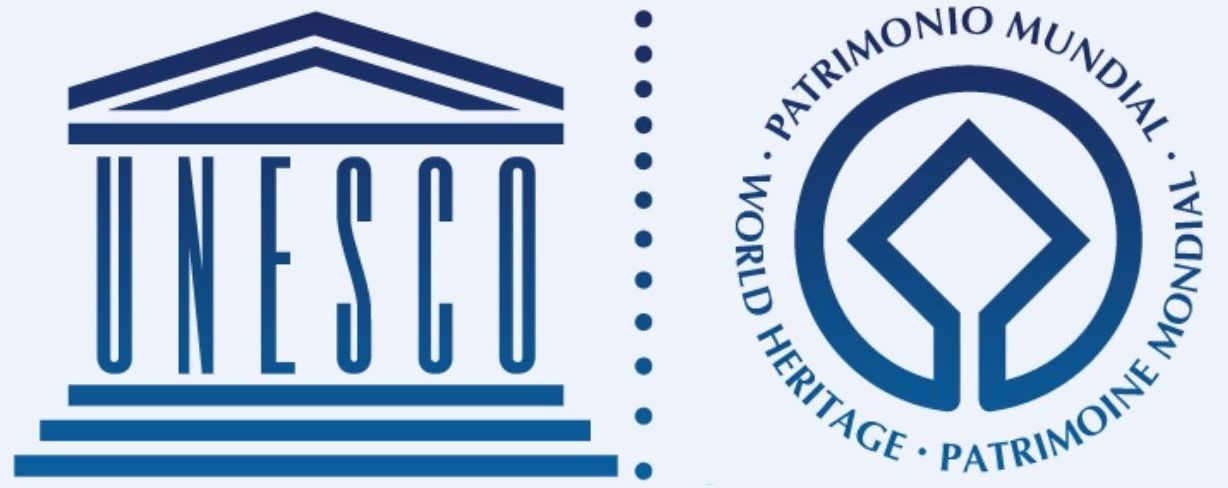
El Volcán Llullaillaco forma parte del Qhapaq Ñan -sistema vial andino-, inscrito en el año 2014 como bien cultural N.º 1459 de la UNESCO.

El Llullaillaco es un estratovolcán ubicado en la cordillera de los Andes, dentro del Altiplano, en la frontera entre la provincia de Salta, Argentina, y la región de Antofagasta, Chile. Es considerado el segundo volcán activo más alto del mundo, luego del nevado Ojos del Salado, y su última erupción ocurrió en 1992.

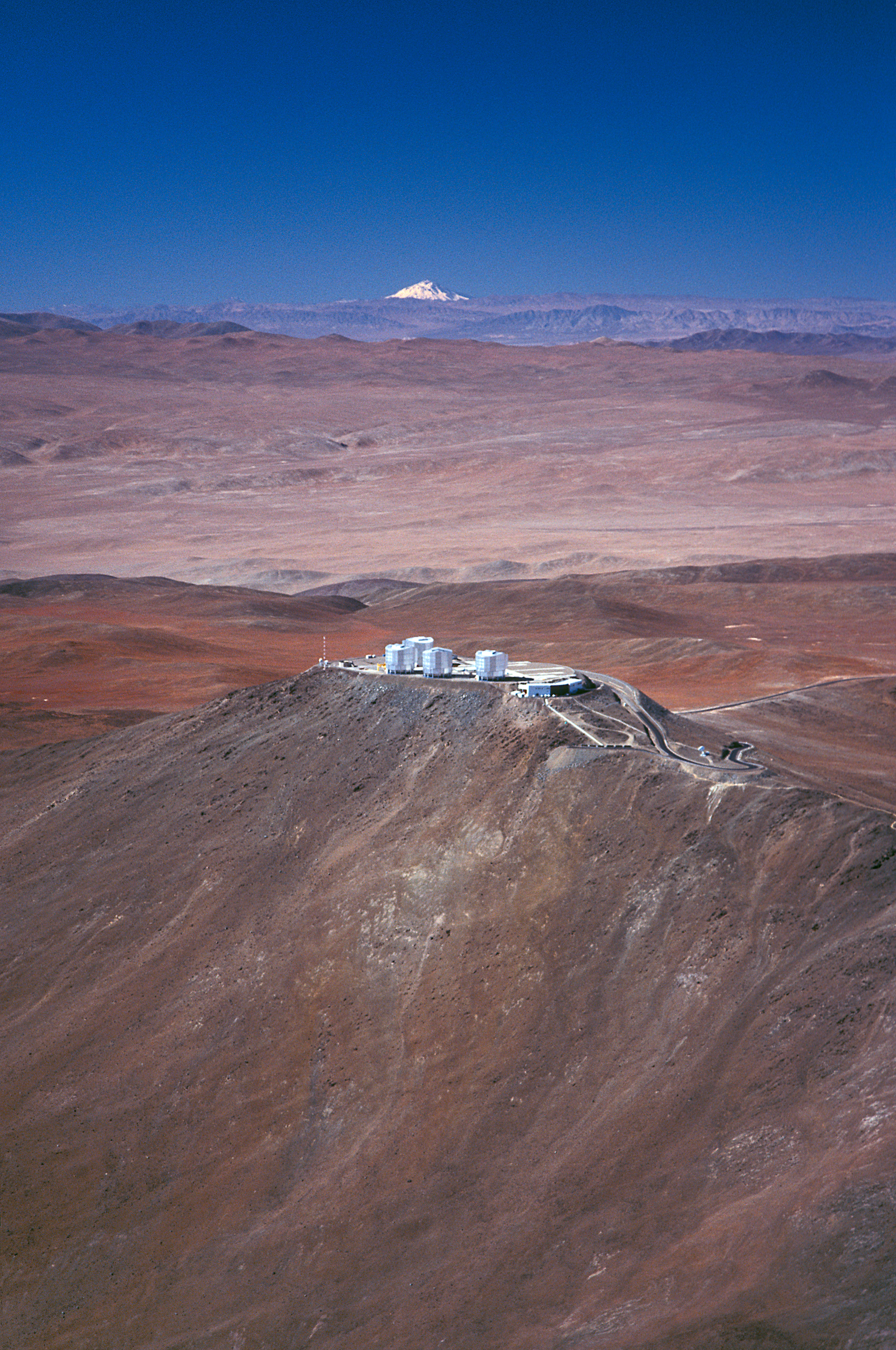
El Llullaillaco visto desde el Cerro Paranal (al fondo de la imagen)

El 20 de junio de 2007 la cima del volcán, donde se hallaron las los niños de Llullaillaco, fue declarada lugar histórico nacional por Ley 25 444 del Poder Ejecutivo de la Nación Argentina .

## Toponimia
Existen dos versiones verosímiles que explican el origen del nombre que estaría compuesto de dos palabras.
Según la primera y más conocida, provendría de yacu o llaco que en quechua significa agua, y lulla, que según el diccionario quechua de 1608 de González Holguín significaría engañar o mentir, pudiera haberse referido a un lugar donde el agua no podía encontrarse a pesar de haber sido esperable encontrarla.
Otra posibilidad es que derive de llullu, que se refiere una cosa blanda que nace o crece antes de endurecerse según González Holguín. Podría referirse a Llullaillaco como un volcán activo, donde la lava fluye como agua y luego se endurece, lo cual se observa en las evidencias de pasadas erupciones que son claramente visibles.

## Acceso
El acceso al pie del Llullaillaco es por medio de vehículos o mulas. Estas últimas se pueden alquilar a los habitantes de los poblados de la zona. El acceso desde el lado chileno se hace atravesando el parque nacional homónimo, por medio de caminos de tierra. Dichos caminos se acaban en una zona, donde habitualmente los andinistas establecen su campamento base, a 4600 m s. n. m.
Del lado argentino no existen caminos para llegar a la base, y solo un vehículo con tracción en las cuatro ruedas puede llegar al pie de la montaña, a más de 4600 m s. n. m., presumiendo que se conoce el camino.

## Santuario inca

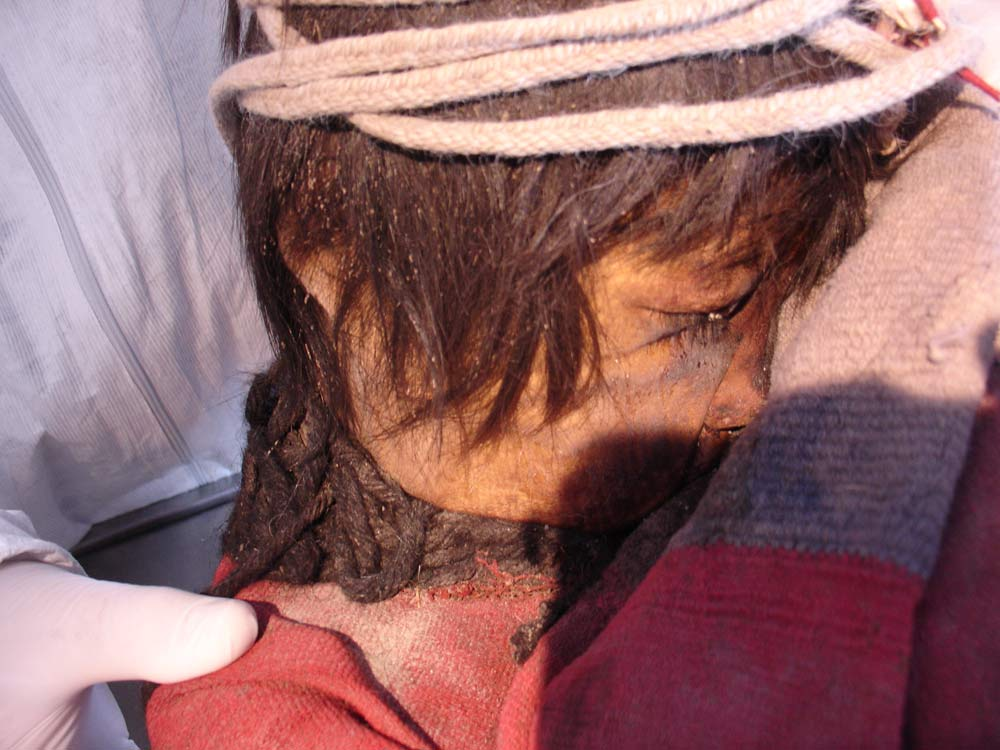
Momias de Llullaillaco en la provincia de Salta (Argentina).

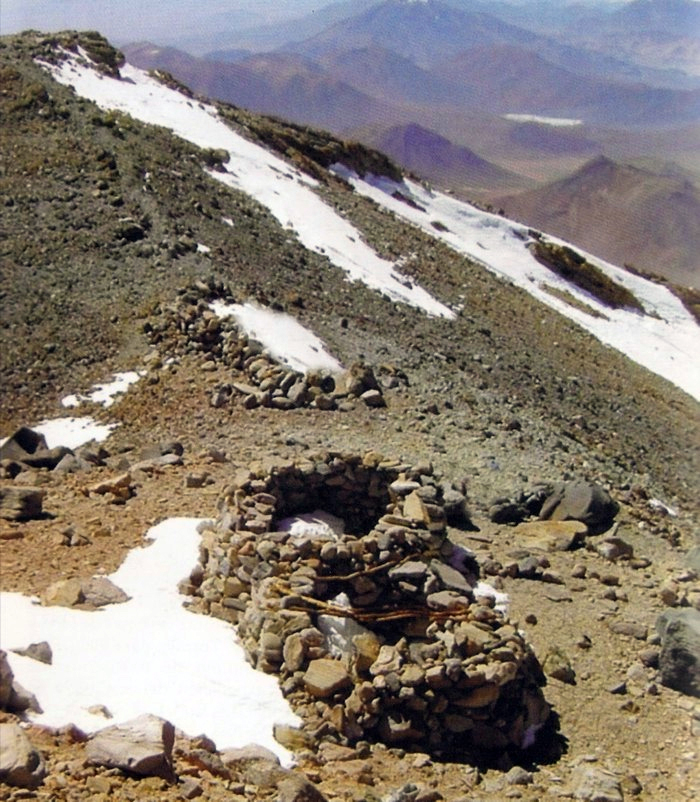
Santuario inca en la cima del volcán.

En el 1 de diciembre de 1964 Bión González y Juan Harseim escalaron el Llullaillaco, descubriendo un Santuario de Altura. El arqueólogo estadounidense Johan Reinhard dirigió tres expediciones entre los años 1983 y 1985 investigando sitios arqueológicos en la cumbre y las laderas de la montaña.  
Durante una expedición dirigida por Johan Reinhard y la arqueóloga argentina Constanza Ceruti en 1999 se desenterraron los tres Niños del Llullaillaco, sacrificados en el lugar y momificados por congelación, con una antigüedad aproximada de 400 años. Las momias son exhibidas en el Museo de Arqueológía de Alta Montaña (MAAM) de la provincia de Salta (Argentina). Los cadáveres corresponden a una niña de 11 años, conocida como «la doncella», una niña de unos 6 años, «la niña del rayo» y un niño de 4 años.

## Bacterias extremófilas de Llullaillaco
El excepcional estado de preservación de las momias halladas en la cima del volcán provocó la curiosidad del especialista en microbiología Steve Schmidt, de la Universidad de Colorado, EE. UU., quien dedujo que los microbios que podrían existir en este ambiente extremo, si había alguno, deberían tratarse de extremófilos muy especiales.
En 2009 Schmidt organizó una expedición a la cumbre del volcán a fin de tomar muestras de suelo cerca del yacimiento arqueológico. Luego de realizar pruebas genéticas sobre los microbios, su grupo encontró varias cepas únicas que no se habían descrito antes. Los más abundantes eran de un subconjunto de actinobacteria, el grupo que diera origen a los antibióticos de uso humano.